# Xenasmatella nasti
Xenasmatella nasti är en svampart som först beskrevs av Boidin & Gilles, och fick sitt nu gällande namn av Stalpers 1996. Xenasmatella nasti ingår i släktet Xenasmatella och familjen Xenasmataceae.   Inga underarter finns listade i Catalogue of Life.